# Lincoln Near-Earth Asteroid Research

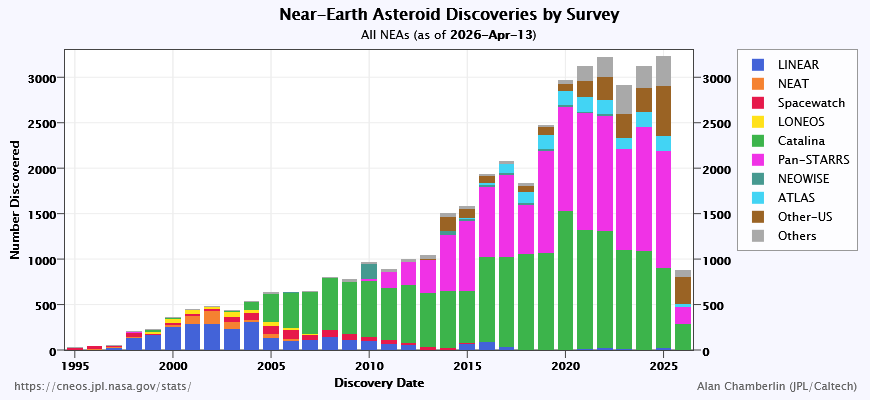
Số lượng các NEO tìm thấy bởi các dự án khác nhau.

Lincoln Near-Earth Asteroid Research (LINEAR) là một dự án cộng tác giữa các tổ chức Không quân Hoa Kỳ, NASA và Phòng thí nghiệm Lincoln ở Học viện Công nghệ Massachusetts nhằm khám phá và truy tìm những tiểu hành tinh gần Trái Đất.
LINEAR chịu trách nhiệm chính trong việc dò tìm các tiểu hành tinh từ năm 1998 đến khi bị cạnh tranh bởi Catalina Sky Survey năm 2005. Tính đến  ngày 15 tháng 9 năm 2011, LINEAR đã dò tìm được 231,082 thiên thể, vả có ít nhất 2,423 là tiểu hành tinh gần Trái Đất và 279 là sao chổi.